# Exoplisis monopis
Exoplisis monopis är en fjärilsart som beskrevs av László Anthony Gozmány. Exoplisis monopis ingår i släktet Exoplisis och familjen äkta malar. Inga underarter finns listade i Catalogue of Life.